# Eupithecia serenata
Eupithecia serenata là một loài bướm đêm trong họ Geometridae.